# Karina Plachetka
Karina Plachetka (* 18. November 1975 in Strzelce Opolskie, Polen) ist eine deutsche Schauspielerin.

## Leben
Plachetka wurde in Polen geboren. Ihre Familie siedelte kurz darauf in die BRD. Sie erhielt von 1997 bis 2001 ihre Ausbildung an der Hochschule für Schauspielkunst „Ernst Busch“ Berlin. Sie war eine der Protagonistinnen in Andres Veiels 2004 erschienener Langzeit-Dokumentation Die Spielwütigen über den Werdegang von vier Schauspielstudenten. Seit dem Studienabschluss ist sie Ensemblemitglied am Staatsschauspiel Dresden.
Sie übernahm Gastrollen in den Fernsehserien Polizeiruf 110 (2004) sowie KDD – Kriminaldauerdienst (2007). Im Kino war sie unter anderem in dem Episodenfilm Nichts als Gespenster (2007) zu sehen und gehört zur Besetzung in Andreas Dresens Tragikomödie Whisky mit Wodka.
Plachetka lebt in Dresden.

## Filmografie (Auswahl)
- 2003: Du bist nicht Belmondo
- 2003: Wir
- 2004: Land’s End
- 2004: Polizeiruf 110: Das Zeichen (Fernsehreihe)
- 2004: Leute am Donnerstag
- 2004: Die Spielwütigen
- 2006: Nichts als Gespenster
- 2007: KDD – Kriminaldauerdienst
- 2009: Whisky mit Wodka
- 2009: Jenseits der Mauer (Fernsehfilm)
- 2009: Stolberg: Ein starker Abgang
- 2011: Fernes Land
- 2011: Großstadtrevier: Vertauscht
- 2013: Zwei Mütter
- 2013: Unsere Mütter, unsere Väter
- 2014: Tatort: Großer schwarzer Vogel (Fernsehreihe)
- 2014: Weiter als der Ozean
- 2014: Tatort: Verfolgt (Fernsehreihe)
- 2016: 24 Wochen
- 2016: Wolfsland: Ewig Dein (Fernsehreihe, Folge 1)
- 2017: Tatort: Level X (Fernsehreihe)
- 2019: Tatort: Ein Tag wie jeder andere (Fernsehreihe)
- 2019: SOKO Potsdam (Fernsehserie, Folgen Eine verhängnisvolle Affäre, Ermittlungen im Dreivierteltakt)
- 2022: Tatort: Das kalte Haus (Fernsehreihe)

## Theater
- 2009: Adam und Evelyn, Staatsschauspiel Dresden
- 2011: Kleiner Mann – was nun?, Staatsschauspiel Dresden
- 2014: Wir sind keine Barbaren!, Staatsschauspiel Dresden
- 2018: Odyssee, Staatsschauspiel Dresden
- 2022: Die Katze Eleonore, Staatsschauspiel Dresden

## Hörspiele
- 2004: Heiner Grenzland / Tobias Hülswitt: Making of ... (Laura) – Regie: Heiner Grenzland (Hörspiel – DLR)
- 2005: Friedrich Wilhelm Murnau/Bram Stoker: Nosferatu-Der doppelte Vampir (Ellen)  – Regie: Klaus Buhlert (Hörspiel – DLR)
- 2014: Henry James: Washington Square – Regie: Silke Hildebrandt (Hörspiel – MDR)